# Мікоз
Міко́зи (лат. mycoses, однина mycosis; від грец. μύκης — «гриб» + -os- — суфікс на означення захворювання незапального характеру) — захворювання людини, які спричинені патологічними грибами.
Друга половина XX століття характеризувалася помітним зростанням захворюваності на мікози. Широкого територіального поширення набула низка грибкових інфекцій, зокрема дерматофітії та вагінальний кандидоз, що можна пояснити інтенсивною міграцією населення та зміною способу життя в індустріальних країнах. Це зростання не вдалося зупинити навіть після впровадження новітніх фармацевтичних засобів.

## Епідеміологія мікозів
Залежно від способу інфікування мікози діляться на 2 групи:
- Екзогенні мікози — людина інфікується спорами грибів із зовнішнього середовища або при контакті з хворою людиною чи твариною.
- Ендогенні мікози (опортуністичні). Факторами, які сприяють розвитку ендогенних мікозів є нераціональне або тривале лікування антибіотиками, сульфаніламідами, тривале застосування препаратів з імунодепресивною дією, гормональні препарати, ендокринні порушення та захворювання (цукровий діабет), онкологічні захворювання, імунодефіцити, хронічні захворювання шлунково-кишкового тракту, гіпо- та авітамінози, професійні умови.

## Класифікація мікозів
- Глибокі (вісцеральні, системні мікози): бластомікоз, гістоплазмоз, кокцидіоідомікоз, геотрихоз та ін.
- Підшкірні мікози (субкутанні): мадуромікоз, споротрихоз
- Епідермомікози
- Дерматомікози
- Кератомікози (поверхневі): різнобарвний лишай, біла п'єдра, чорна п'єдра
- Опортуністичні мікози: слизових оболонок, легень, мозкових оболон (кандидоз, аспергільоз, пеніцильоз, мукормікоз, криптококоз, пневмоцистоз)

## Фактори патогенності грибів
- Ферменти патогенності (кератинази, протеази, ліпази)
- Токсини (термостабільні), наприклад, афлатоксини, фузаріотоксини
- Алергени (сприяють формуванню ГЧУТ)
- Капсула (деякі диморфні гриби)

## Дерматомікози
Для людини патогенні близько 40 видів. Роди:
- Microsporum (16 видів)
- Epidermophyton (2 види)
- Trichophyton (24 види)

### Епідеміологія дерматомікозів
3 групи дерматоміцетів:
1. Антропофільні (T. rubrum, T. tonsurans та ін.) — людина інфікується від хворої людини
2. Зоофільні (M. canis, T. verrucosum та ін.) — людина інфікується від тварин
3. Геофільні (M. gypseum, M. fulvum та ін.) — людина інфікується спорами із зовнішнього середовища (ґрунту)

### Патогенез
- Ураження шкіри та її придатків (волосся, нігті)
- Формування запальної реакції на шкірі
- Формування ГЧУТ

### Імунітет
- Нестійкий
- Ненапружений

### Види дерматомікозів
- Епідермофітії: ураження шкіри, міжпальцевих проміжків, стоп, нігтів, складок шкіри

- руброфітія (T.rubrum)
- епідермофітія пахова (E. flocosum)
- епідермофітія стоп (T. interdigitalis)

- Трихофітії: ураження шкіри, волосся, нігтів

- антропофільні(T. tonsurans, T. violaceum)
- зоофільні (T. mentagraphytis)

- Мікроспорії: переважно уражається волосся

- антропофільні (M. ferrugineum)
- зоофільні (M. canis)

- Фавус (парша): ураження шкіри, волосся (T. schoenleinii)

## Кандидоз
Належить до опортуністичних ендогенних мікозів (спричинюють види роду Candida — C. albicans, C. tropicalis, C. crusei, C. psilosis та ін., близько 15 видів). У нормі входять до складу нормальної мікрофлори шлунково-кишкового тракту, верхніх дихальних шляхів, зовнішнього слухового проходу, піхви.

### Класифікація кандидозу
Детальніші відомості з цієї теми ви можете знайти в статті Кандидоз.